# Joachim Otte
Joachim Józef Otte (ur. 17 sierpnia 1945 w Zabrzu) – samorządowiec i działacz regionalny, wiceprezydent Chorzowa w latach 1998–2010, wykładowca Politechniki Śląskiej w Gliwicach.

## Życiorys
Absolwent Technikum Mechanicznego w Gliwicach i Wydziału Mechanicznego Energetycznego Politechniki Śląskiej. W 1978 uzyskał stopień doktora tejże uczelni, a w 2014 – doktora habilitowanego. Ukończył również studia podyplomowe z zakresu zarządzania procesem rozwoju oświaty na Akademii Polonijnej w Częstochowie (2001).

Od 1970 jest pracownikiem naukowym Politechniki Śląskiej. W latach 1990–1993 pełnił funkcje prodziekana Wydziału Mechanicznego-Energetycznego uczelni. Jest autorem ponad 70 publikacji z dziedziny mechaniki maszyn przepływowych.
Od początku lat 90. XX wieku działał w Komitecie Obywatelskim. W latach 1994–2014 był radnym Chorzowa, szefując Komitetowi Wyborczemu Koalicji „Wspólny Chorzów”. Wówczas też został wydelegowany do Wojewódzkiego Sejmiku Samorządowego. W latach 1998–2010 pełnił funkcję wiceprezydenta miasta ds. społecznych. W 2013 został laureatem konkursu „Najlepszy Radny Chorzowa”, organizowanego przez „Dziennik Zachodni”. W 2014 bezskutecznie kandydował do Sejmiku Województwa Śląskiego z ramienia Ruchu Autonomii Śląska. W 2018 został wiceprzewodniczącym rady politycznej Śląskiej Partii Regionalnej (w której zasiadał do 2019) i z listy tej partii ponownie bez powodzenia kandydował do sejmiku.
W latach 1991–1997 pełnił funkcję prezesa Związku Górnośląskiego w Katowicach. W ramach działań związku, w latach 1996–1999 był również wiceprzewodniczącym Społecznego Komitetu Budowy Pomnika Wojciecha Korfantego w Katowicach (odsłoniętego w 1999). W 2010 został laureatem Nagrody im. Wojciecha Korfantego. Od 2013 zasiada w zarządzie Regionalnej Fundacji Pomocy Niewidomym z Chorzowa.

## Życie prywatne
Jest żonaty, ma trójkę dzieci. Jego syn, Marek, w 2014 i 2018 zostawał wybierany na radnego Chorzowa.